# 1. division duńska w szachach
1. division – drugi poziom szachowych rozgrywek ligowych w Danii. W latach 1962–2004 rozgrywana jako najwyższa klasa rozgrywkowa.

## Historia
Rozgrywki ogólnokrajowej 1. division zainaugurowano w 1962 roku. Wcześniej odbywały się osobne rozgrywki dla klubów stołecznych i drużyn z pozostałej części kraju. Liga liczyła osiem drużyn. Pierwszym mistrzem został Kampklubben.
W 2004 roku najwyższą ligę duńską przemianowano na Skakligaen, a pod nazwą 1. division od tego czasu jest rozgrywany drugi poziom. Od 2024 roku rywalizacja w 1. division odbywa się w czterech grupach po osiem zespołów każda, a zwycięzcy grup rozgrywają baraże o awans do Skakligaen; awansują dwa zespoły. Do 2. division spadają po dwa najsłabsze zespoły z każdej grupy.

## Medaliści mistrzostw Danii
| Sezon     | 1. miejsce          | 2. miejsce          | 3. miejsce             | Źródło |
| --------- | ------------------- | ------------------- | ---------------------- | ------ |
| 1962/1963 | Kampklubben         | Studenterforeningen | Industriforeningens SK | [ 3 ]  |
| 1963/1964 | Nordre SK           | KS                  | Kampklubben            | [ 6 ]  |
| 1964/1965 | Nordre SK           | KS                  | Kampklubben            | [ 7 ]  |
| 1965/1966 | Kampklubben         | Nordre SK           | KS                     | [ 8 ]  |
| 1966/1967 | Frederiksberg SF    | Nordre SK           | Kampklubben            | [ 9 ]  |
| 1967/1968 | Nordre SK           | Frederiksberg SF    | KS                     | [ 10 ] |
| 1968/1969 | Studenterforeningen | Nordre SK           | Kampklubben            | [ 11 ] |
| 1969/1970 | Nordre SK           | Studenterforeningen | KS                     | [ 12 ] |
| 1970/1971 | Nordre SK           | Studenterforeningen | Kampklubben            | [ 13 ] |
| 1971/1972 | Studenterforeningen | Nordre SK           | Vejlby-Risskov SK      | [ 14 ] |
| 1972/1973 | Nordre SK           | Vejlby-Risskov SK   | Kampklubben            | [ 15 ] |
| 1973/1974 | Frederiksberg SF    | Studenterforeningen | Vejlby-Risskov SK      | [ 16 ] |
| 1974/1975 | Vejlby-Risskov SK   | Nordre SK           | Studenterforeningen    | [ 17 ] |
| 1975/1976 | Vejlby-Risskov SK   | Kampklubben         | Nørresundby SK         | [ 18 ] |
| 1976/1977 | Kampklubben         | Nordre SK           | Frederiksberg SF       | [ 19 ] |
| 1977/1978 | Nordre SK           | Frederiksberg SF    | Vejlby-Risskov SK      | [ 20 ] |
| 1978/1979 | Nordre SK           | Frederiksberg SF    | Vejlby-Risskov SK      | [ 21 ] |
| 1979/1980 | Nordre SK           | Frederiksberg SF    | Nørresundby SK         | [ 22 ] |
| 1980/1981 | Nordre SK           | SF Øbro             | Nørresundby SK         | [ 23 ] |
| 1981/1982 | Nordre SK           | Nørresundby SK      | Vejlby-Risskov SK      | [ 24 ] |
| 1982/1983 | Nordre SK           | Kampklubben         | Nørresundby SK         | [ 25 ] |
| 1983/1984 | Nordre SK           | Frederiksberg SF    | SF Øbro                | [ 26 ] |
| 1984/1985 | Frederiksberg SF    | Nørresundby SK      | SF Øbro                | [ 27 ] |
| 1985/1986 | Skolernes SK        | Kampklubben/SK41    | Frederiksberg SF       | [ 28 ] |
| 1986/1987 | Kampklubben/SK41    | Frederiksberg SF    | Skolernes SK           | [ 29 ] |
| 1987/1988 | K41                 | AS04                | Skolernes SK           | [ 30 ] |
| 1988/1989 | Skolernes SK        | AS04                | Frederiksberg SF       | [ 31 ] |
| 1989/1990 | Skolernes SK        | Espergærde SK       | AS04                   | [ 32 ] |
| 1990/1991 | Aarhus SK           | Espergærde SK       | Skolernes SK           | [ 33 ] |
| 1991/1992 | Aarhus SK           | Skolernes SK        | Frederiksberg SF       | [ 34 ] |
| 1992/1993 | Aarhus SK           | Frederiksberg SF    | Skolernes SK           | [ 35 ] |
| 1993/1994 | Skolernes SK        | Aarhus SK K41       |                        | [ 36 ] |
| 1994/1995 | Aarhus SK           | SK1934              | Gistrup SF             | [ 37 ] |
| 1995/1996 | K41                 | Skolernes SK        | Espergærde SK          | [ 38 ] |
| 1996/1997 | Espergærde SK       | Skolernes SK        | K41                    | [ 39 ] |
| 1997/1998 | Gistrup SF          | Skolernes SK        | Nykøbing Falster SK    | [ 40 ] |
| 1998/1999 | Nykøbing Falster SK | Gistrup SF          | SK Sydøstfyn           | [ 41 ] |
| 1999/2000 | Nykøbing Falster SK | Aarhus SK           | Helsinge SK            | [ 42 ] |
| 2000/2001 | Helsinge SK         | Skolernes SK        | SK1968                 | [ 43 ] |
| 2001/2002 | Helsinge SK         | Skolernes SK        | Brønshøj SF            | [ 44 ] |
| 2002/2003 | Helsinge SK         | Skolernes SK        | Aarhus SK              | [ 45 ] |
| 2003/2004 | Helsinge SK         | Skolernes SK        | SK1968                 | [ 46 ] |